# Vrije Gereformeerde Gemeente
De Vrije Gereformeerde Gemeente is een Nederlandse geloofsgemeenschap in Kruiningen die in 2017 ontstond door een afsplitsing van de Gereformeerde Gemeente van Kruiningen.
De scheuring ontstond na een meningsverschil tussen een kerkenraadslid en de predikant, ds. Gerrit Bredeweg. Onderdeel van het conflict was afluisterapparatuur die de predikant onder zijn auto aantrof. Deze zou geplaatst zijn omdat leden van de gemeente wilden voorkomen dat de predikant zich zou afsplitsen en bezittingen zou meenemen.
De predikant belegde vervolgens diensten in 'Ons Dorpshuis' in Kruiningen. In 2020 werd een eigen kerkgebouw gerealiseerd, de gemeente telde toen bijna 400 leden.
De gemeente in Kruiningen houdt geen verband met andere lokale groeperingen die zich 'vrije gereformeerde gemeente' noemen. 